# Bourbon (entreprise)
Pour les articles homonymes, voir Bourbon.
Bourbon est une compagnie maritime française, dont le siège social est à Marseille.
Bourbon intervient dans le domaine des services maritimes de surface et sous-marins, sur les champs pétroliers, gaziers et éoliens. L'entreprise compte 6 820 salariés, et le groupe est implanté dans plus de 30 pays.

## Histoire

### 1948-1988: la canne à sucre, premier moteur du groupe
En 1948, le Groupe Bourbon naît de la fusion de plusieurs sociétés familiales sur l’île de La Réunion, en vue de relancer l’industrie sucrière locale, sous le nom de Sucreries de Bourbon. Il est alors dirigé par Émile Hugot. Ses marchés sont le sucre, mais aussi le rhum, à destination de la France métropolitaine.

### 1989-1999: diversification et entrée en bourse
En 1989, le groupe se diversifie, d'abord à la Réunion, dans la pêche industrielle (1989), la grande distribution (1991) et les produits laitiers (1992).
Le groupe continue sa diversification en métropole avec le rachat de 50% de la Compagnie Chambon (Marseille) en 1991. Il prend ainsi le contrôle de la société Surf. Le groupe se développe ensuite dans le secteur des services maritimes à l’offshore pétrolier, pour laquelle il acquiert les sociétés Les Abeilles (remorquage) et Setaf-Saget (transport de vrac solide) en 1996. En 1998, le Groupe Bourbon entre en bourse, au Second Marché de la Bourse de Paris,,.

### 2000-2006: recentrage dans les services maritimes
Le groupe se sépare de ses activités historiques entre 2001 et 2002 et accélère son recentrage sur les services maritimes en se positionnant avec, dès 2003, sur les services maritimes à l’offshore profond au Brésil et en Afrique de l’Ouest et en 2004 sur les opérations sous-marines en acquérant la société Gaia Enterprise, qui deviendra un an plus tard Bourbon Offshore Gaia[réf. nécessaire].
En octobre 2003, Bourbon entre au capital de Naïade Resorts, un groupe gérant les hôtels Les Villas du Lagon, Les Villas du Récif et Les Créoles. En août 2007, le groupe revend ses parts à des actionnaires du groupe hôtelier.
En mai 2005, le groupe rachète CBo Territoria dans le domaine de la promotion immobilière. Il s'agit d'exploiter le patrimoine foncier dont a hérité le président directeur général du groupe, Jacques de Chateauvieux. En 2013, il revend ses parts de CBo Territoria aux dirigeants de la foncière.
En 2005, le Groupe Bourbon devient BOURBON. Le siège social, d'abord basé à La Réunion, à Sainte-Marie, a été transféré à Paris en juin 2005. Puis, en décembre 2017, il est transféré de Paris à Marseille (avec ratification le 30 mai 2018).
Bourbon entre en 2006 dans l'indice SBF 120 de la bourse de Paris.

### 2007-2016: services maritimes à l’offshore pétrolier
Bourbon cède l’activité de remorquage portuaire en 2007 et se positionne sur le marché de l’Inspection, de la Maintenance et de la Réparation (IMR) des champs pétroliers offshore. En 2008, Bourbon fait ainsi l’acquisition de DNT Offshore, société italienne spécialisée dans les opérations de robots sous-marins.
Le groupe se sépare alors de ses activités « annexes » (sucreries, transport de vrac, etc.). pour se reconcentrer sur les services maritimes à l’offshore.
À la fin de l’année 2014, le secteur pétrolier est marqué par la baisse soudaine du prix du baril de pétrole, début d’une crise profonde pour l’ensemble du marché de l’offshore[réf. souhaitée].

### 2017-2022: transformation

#### Restructuration financière et évolution de l’actionnariat
La crise du marché de l’offshore se poursuit et conduit Bourbon à signer mi-2017 un accord de réaménagement de sa dette avec ses banques créancières. Sans signe positif de reprise du marché, le groupe annonce mi-mars 2018 une perte nette part du groupe de 576,3 millions d'euros pour 2017. Il ré-ouvre ces négociations le 20 avril 2018 : en accord avec ses actionnaires, il annonce avoir suspendu le paiement de ses loyers et le service de sa dette le temps des négociations en cours avec ses crédits-bailleurs et créanciers, afin de concentrer ses fonds sur des « priorités opérationnelles et la reprise du marché », ce qui « devrait inciter les parties à parvenir à un accord le plus rapidement possible ». Au regard des difficultés financières, ses actionnaires l'autorisent à reporter d'un an un versement d'intérêts d'environ 3,9 millions d'euros normalement dus en avril 2018.
En juillet 2019, lourdement endetté, le groupe demande l’ouverture de procédures de redressement judiciaire pour ses 2 holdings Bourbon Corporation et Bourbon Maritime,,. Ce qui est accepté le 7 août. Le titre de la société s'effondre en bourse,. Le 8 novembre 2019, la cotation du titre est suspendue[réf. nécessaire]. La décision du tribunal sur la reprise du groupe intervient le 23 décembre 2019 alors qu'une seule offre officielle émanant des banques créancières a été déposée,.
Le 10 janvier 2020, la Société Phocéenne de Participation (SPP), détenue par un groupe de banques françaises, fédérant les créanciers représentant 75% de la dette du groupe acquiert 100% des actifs de Bourbon Maritime et de l'ensemble des marques de Bourbon (à la place de la holding Bourbon Corporation) . En octobre 2020, Bourbon Maritime cède la société Les Abeilles au groupe Econocom en remboursement de ces créances. La finalisation de la restructuration financière de la dette en décembre 2020 fait entrer de nouveaux créanciers au capital de la SPP : ICBCL et Standard Chartered Bank à hauteur respectivement d’environ 18% et 10% du capital[réf. nécessaire]. Bourbon Maritime sort alors de redressement judiciaire avec une forte réduction de sa dette et devient le nouveau groupe BOURBON.
Dans le même temps, la cession de janvier 2020 provoque une « perte totale » pour les anciens actionnaires. En avril 2020, l'ancien holding, Bourbon Corporation détenus à majorité par Jaccar Holdings (qui possédait 52,8 % du capital le 14 juillet 2019), est placé en liquidation judiciaire. Les actions sont radiées de la cote le 22 juin 2020.
Selon le quotidien économique Les Echos en date de juin 2023, les banques actionnaires du groupes depuis 2020 auraient mandaté un prestataire pour céder le groupe parapétrolier.

#### Plan de transformation
Face à la crise la plus profonde que l'industrie pétrolière ait traversée depuis les années 90, Bourbon annonce en février 2018 un plan d’action stratégique « #Bourboninmotion ». Ce plan réorganise les activités du groupe en trois sociétés indépendantes : Bourbon Marine & Logistics, Bourbon Subsea Services et Bourbon Mobility, chargées chacune de leur propre marché. La société annonce dans le même temps un grand plan de transformation digital devant améliorer sa performance et sa rentabilité.

#### Vers le marché de l'éolien
Après plus de 10 ans d'installation de prototype de fermes éoliennes flottantes en Europe, Bourbon annonce en septembre 2022, la création d'une quatrième société indépendante dédiée à l'éolien en mer appelée Bourbon Wind chargée de coordonner toutes les activités commerciales du groupe sur ce segment.

## Métiers
L’activité de Bourbon s’articule autour de 4 métiers : 
- Bourbon Marine & Logistics : services de soutien à l'exploration, au développement et à la production des champs pétroliers et gaziers, en offshore continental et profond : ancrage, remorquage et positionnement offshore ; ravitaillement et transport de matériel offshore ; soutien de terminaux offshore & FPSO ; services de logistique intégrée ; assistance, sauvetage et dépollution[38].

- Bourbon Mobility : transport de personnel pour les plates-formes en mer, à l'aide de vedettes rapides qui offre à l’industrie pétrolière une alternative à l’hélicoptère[39].

- Bourbon Subsea Services : 3 principales gammes de service : ingénierie, supervision et gestion des opérations sous-marines ; soutien au développement des champs pétroliers et gaziers ; Inspection, Maintenance et Réparation (IMR) des structures offshore à des profondeurs pouvant atteindre 4 000 mètres[40].
- Bourbon Wind : Pré-études, les services de transport et d’installation, la maintenance des champs, la réparation des flotteurs et le transport de personnel des fermes éoliennes flottantes [41]

## Affaires judiciaires
La société anonyme Bourbon est prévenue aux côtés de huit de ses anciens cadres, d’avoir en 2011 et en 2012, fait verser par ses filiales à l’étranger des pots-de-vin avoisinant un total de 3 millions d’euros, pour minimiser les montants de redressement fiscaux. L'affaire est jugée en mars 2019 devant le tribunal correctionnel de Marseille. Cette affaire d’escroquerie a commencé à la suite de la perte d’une valise lors d’un voyage aérien par un des cadres de la société Bourbon, finalement retrouvée par la compagnie aérienne, mais dont les douaniers avaient alors  découvert à l’intérieur  250.000 dollars en cash,. Le 12 juillet 2024, le tribunal correctionnel de Marseille rend son verdict définitif et 7 cadres du groupe marseillais Bourbon sont condamnés par la Justice. Les 3 membres du comité exécutif de l'époque écopent des plus lourdes peines : 24 à 30 mois de prison avec sursis et 30.000 à 80.000 euros d’amendes. À noter que le  réquisitoire du procureur de la République avait demandé des peines allant jusqu’à 3 ans de prison dont 18 mois ferme et 150.000 euros d’amendes.